# Ordem das Três Estrelas
A Ordem das Três Estrelas (em letão:  Triju Zvaigžņu ordenis) é a mais alta ordem civil entregue por serviços distintos à Letônia. Foi instituída em 1924, em memória da fundação da Letônia. Seu lema é "Per aspera ad astra", que significa "Através de dificuldades, para as estrelas". A Ordem tem cinco graus e três graus de medalhas de honra.

## Classes
- Grã-Cruz com Colar (1.ª classe com Colar)
- Grã-Cruz (1.ª classe)
- Grande-Oficial (2.ª classe)
- Comendador (3.ª classe)
- Oficial (4.ª classe)
- Titular (5.ª classe)
- Medalha de Honra, 1.ª Classe
- Medalha de Honra, 2.ª Classe
- Medalha de Honra, 3.ª Classe

| Ribbon bars                   | Ribbon bars              | Ribbon bars               | Ribbon bars               | Ribbon bars                | Ribbon bars                |
| ----------------------------- | ------------------------ | ------------------------- | ------------------------- | -------------------------- | -------------------------- |
| Comandante Grã-Cruz com Colar | Comandante Grã-Cruz      | Grã-Oficial               | Comendador                | Oficial                    | Cavaleiro                  |
| Medalha de Honra de Ouro      | Medalha de Honra de Ouro | Medalha de Honra de Prata | Medalha de Honra de Prata | Medalha de Honra de Bronze | Medalha de Honra de Bronze |

## A cruz
A cruz da ordem é uma cruz de esmalte branco dentro de bordas douradas. No centro da frente da cruz há um medalhão de esmalte azul com três estrelas douradas de cinco pontas. O verso tem um medalhão dourado com inscrições "Per aspera ad astra" e "Latvijas Republika — 1918.g.18. novembris" (em português:  República da Letônia - 18 de novembro de 1918)

## As estrelas
As estrelas são classificadas em primeira e segunda categoria. A classificação de primeira ordem e a classificação de segunda ordem (a grande estrela e a pequena estrela, respectivamente) têm desenho semelhante e diferem apenas em tamanho. As estrelas são em forma de estrela de cinco pontas de prata com medalhão de esmalte azul com três estrelas de cinco pontas douradas no centro. Em sua borda há a inscrição "Par Tēviju" (em inglês:  Para Pátria).

## Colar da Ordem
O Colar da Ordem é concedido ao Comandante Grã-Cruz em casos excepcionais. Tem dez elos dourados com imagens alternadamente esculpidas de três estrelas, cruz de fogo, leão e grifo.

## Medalha de Honra
Medalha de honra é uma medalha redonda na frente da qual a cruz da ordem é retratada. O verso tem a inscrição "Par Tēviju" com um coração flamejante abaixo da inscrição. Tem uma coroa de folhas de carvalho em sua borda. A medalha de honra tem três graus – ouro, prata e bronze.